# Paviken
|  | Maskinoversættelse og/eller tvivlsomt indhold Denne sides indhold bærer præg af at være en maskinoversættelse og/eller meget dårligt og uklart formuleret. Det vurderes at sproget er så dårligt og eventuelt forkert eller til at misforstå, at det bør omskrives eller oversættes på ny. Du kan hjælpe med at oversætte til korrekt dansk i denne og lignende artikler. Hvis dette ikke sker inden for kort tid, kan en sletning komme på tale. Se evt. denne sides diskussionsside eller i artikelhistorikken. |

 Denne artikel bør gennemlæses af en person med fagkendskab for at sikre den faglige korrekthed.
      – 'vik' er ikke et dansk ord. Ved at se på kortet må 'sø' passe bedre; det ligner ikke en vig.
   

Paviken er en tidligere vig og på grund af landhævning nuværende sø og naturreservat på Gotland, beliggende på den vestlige kyst af øen. Den er kendt for sin rige historie og sit unikke økosystem.

## Historie
Paviken har en lang og rig historie, der strækker sig tilbage til vikingetiden. Den var en vigtig handelsplads og havn under middelalderen. Arkæologiske udgravninger har afsløret spor af handelsvirksomhed og bosættelser fra denne tid.
Under 1200-tallet var Paviken en af de største havne på Gotland. Handelsmænd fra forskellige dele af Europa besøgte Paviken for at bytte varer. Handelen omfattede blandt andet salt, tørret fisk, pelsværk og andre varer.
Med tiden mindskedes Pavikens betydning som handelsplads, delvist på grund af landhævningen, der gjorde vigen mindre tilgængelig for større skibe. I dag er Paviken en populær turistdestination og et vigtigt naturområde.

## Geografi
Paviken er beliggende på den vestlige kyst af Gotland. Den er omgivet af klipper og skove. Den er relativt lavvandet med en middeldybde på cirka 5 meter.

## Økosystem
Paviken har et rigt og varieret økosystem. Den er en vigtig yngleplads for mange fuglearter, herunder søfugle som måger, terner og ænder. Det marine liv i Paviken omfatter forskellige fiskarter, krebsdyr og bløddyr.
Paviken rummer mange forskellige plantearter, herunder søgræs og alger, der spiller en vigtig rolle i økosystemet ved at tilbyde føde og beskyttelse for mange dyrearter.

## Turisme
Paviken er en populær turistdestination, især under sommermånederne. 
Der findes flere vandrestier og cykelruter i området, hvilket gør det let for besøgende at opdage de forskellige natur- og kulturseværdigheder. Der er også muligheder for fiskeri, sejlads og andre vandsportsaktiviteter.